# Mest

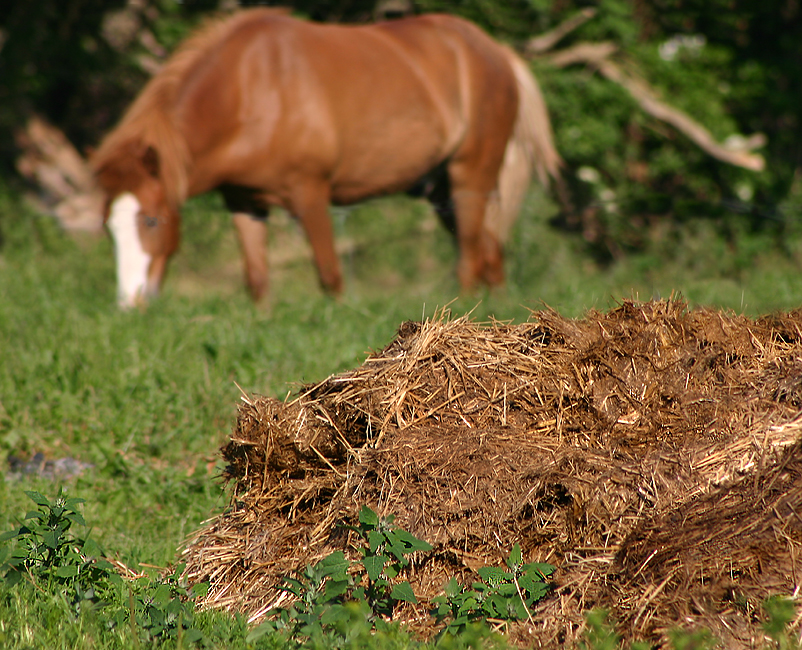
paardenmest

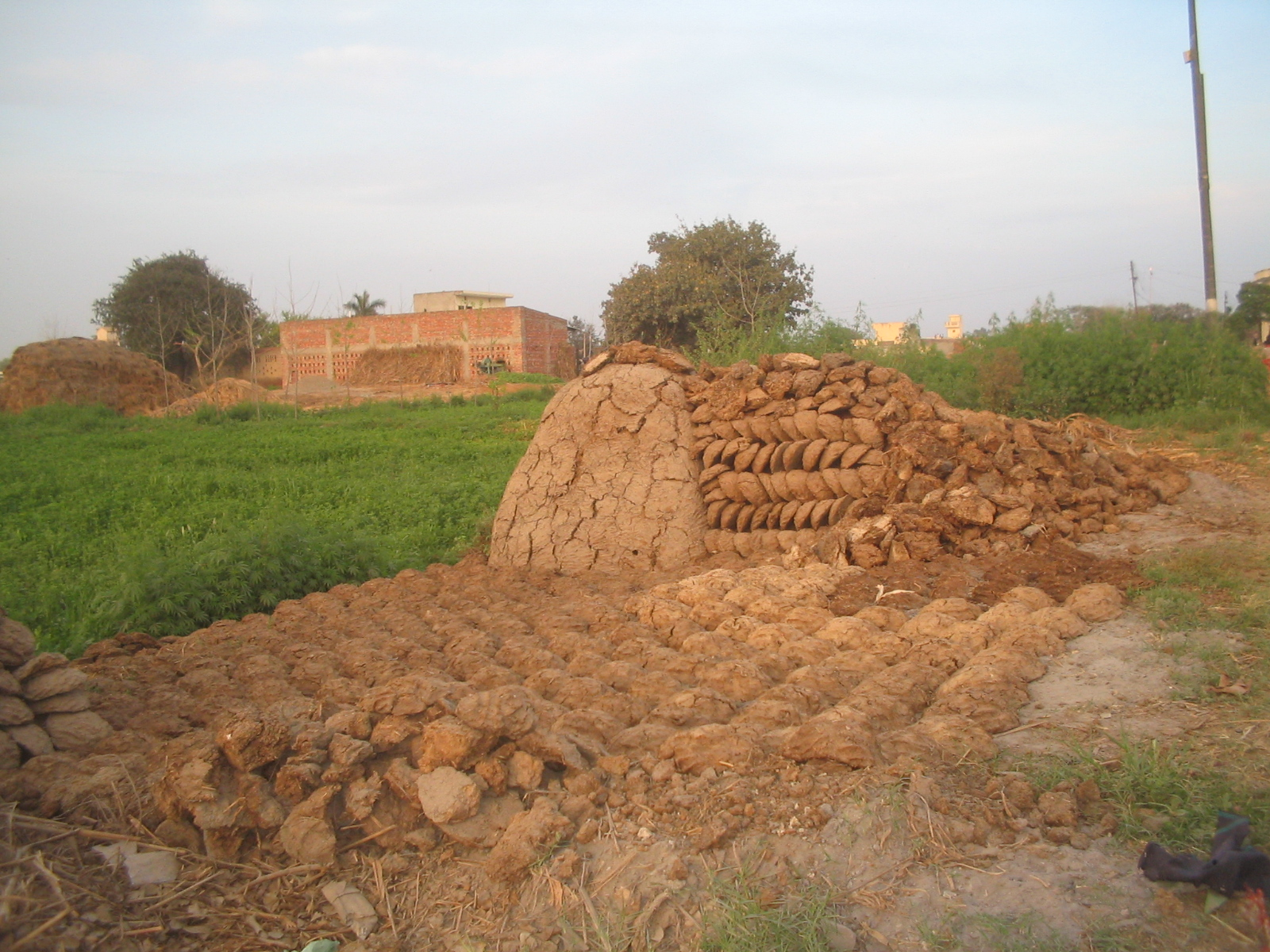
Koeienmest die te drogen ligt om daarna als brandstof te dienen

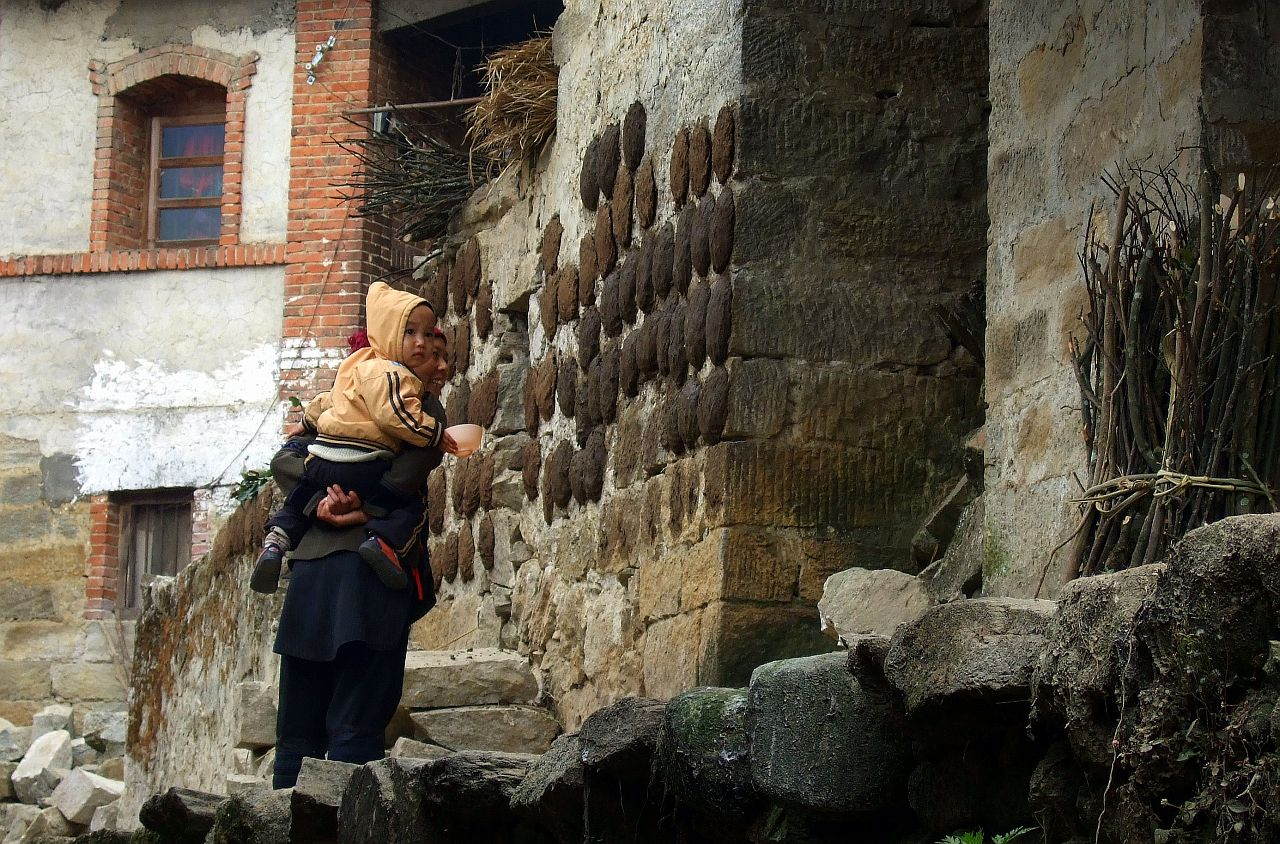
Waterbuffelmest gedroogd als koeken tegen de muur van een woning in Yuanyang, Honghe, China

Mest is organisch materiaal, bestaande uit min of meer verteerde dierlijke uitwerpselen al of niet vermengd met stro. Het is een type organische meststof, wat betekent dat het gebruikt wordt om de bodem vruchtbaarder te maken. Mest wordt meestal uitgereden op landbouwgrond met een meststrooier of mesttank.

## Mestsoorten
Vloeibare mest wordt drijfmest, aalt of ook wel gier genoemd. Het land voorzien van vloeibare mest, heet gieren. Stalmest en kippenmest vallen onder de noemer stapelbare mest. Verse paardenmest wordt gebruikt bij de teelt van champignons en kan ook goed gebruikt worden voor het maken van een broeibak. Wormen produceren wormenmest.
Chemisch gezien is mest een mengsel van water, anorganische voedingsstoffen (mineralen), en organische stof. Belangrijke elementen in mest zijn stikstof (chemisch gebonden in nitraat), fosfor (gebonden in fosfaat), kalium en magnesium. Daarnaast komen de sporenelementen ijzer, zink, koper, molybdeen, boor en kobalt in meer of mindere mate voor.

## Proces
Belangrijk is de vertering van verse mest om het goed bruikbaar te maken als meststof. Bij de vertering van verse mest wordt het gehalte aan koolstof lager en stijgt het relatieve gehalte aan stikstof, waardoor de bemestingswaarde toeneemt. "Lange mest wordt korte mest"; de vezelachtige koolstofhoudende bestanddelen verteren. De vertering van mest gebeurt onder invloed van bacteriën, waarbij warmte, water en voedingsstoffen vrijkomen. Dit proces van omzetting duurt bij normale opslag ruim een jaar. Het eindproduct heet "vaste mest" of "ruige mest". Een nieuwe ontwikkeling is de geforceerde compostering door toevoer van zuurstof en microorganismen onder intensieve menging. Via deze door het Nederlandse bedrijf ORGAplus ontwikkelde methode is het mogelijk de vertering van dierlijke mest te versnellen en om binnen 24 tot 48 uur een stabiel eindproduct over te houden met een hoge voedingswaarde voor bomen en planten.
Het gebruik van mest is in Nederland en Vlaanderen geregeld via mestwetgeving (respectievelijk de Meststoffenwet en het Mestactieplan). Het doel hiervan is vooral om de nefaste gevolgen van overbemesting te milderen.

## Turf
Turfmolm- of strooisel mogen niet als meststoffen beschouwd worden, hoewel ze wel het humusgehalte van de grond kunnen vergroten. Arme zandgronden worden na toevoeging van deze producten vochthoudender en kleigronden doorlatender.
De turfmaterialen werken echter wel pH-verlagend: de grond wordt zuurder.

## Brandstof
Wanneer mest wordt gedroogd en tot briketten wordt geperst, kan het gebruikt worden als brandstof. Mest als brandstof is een bruikbaar en betaalbaar alternatief voor aardgas. Over het algemeen is de koolstofdioxide-uitstoot veel minder.